# Шаровка (Самарская область)
Шаровка — посёлок в Сергиевском районе Самарской области, в составе сельского поселения Кутузовский.

## Население
| 2008 | 2010 |
| ---- | ---- |
| 85   | ↘82  |

## История
Посёлок на севере района, образован в конце 20-начале 30 годов прошлого столетия. В настоящее время основным занятием работающих является земледелие. В прошлом было развито свиноводство. Сейчас основное население-пенсионеры. Севернее посёлка проходит исторический вал, который тянется на многие сотни километров на юг.